# Football Club Internazionale Milano 1982-1983
Questa voce raccoglie le informazioni riguardanti il Football Club Internazionale Milano nelle competizioni ufficiali della stagione 1982-1983.

## Stagione
Il tecnico Eugenio Bersellini lasciò Milano dopo un fruttuoso lustro, con l'ex allenatore partenopeo Marchesi a rilevare la guida: dall'appena retrocesso Milan fu acquistato il campione del mondo Fulvio Collovati col prestito ai concittadini di Pasinato, Canuti e Serena.
Stante l'apertura delle frontiere ad un secondo straniero l'Inter sostituì Prohaska con Juary, mentre a centrocampo arrivò il tedesco Hansi Müller la cui incompatibilità tattica con Beccalossi ne incise oltremodo sulle prestazioni. Contestualmente, il tesseramento di Platini da parte della Juventus faceva saltare un accordo che il club nerazzurro aveva stipulato col francese anni addietro.

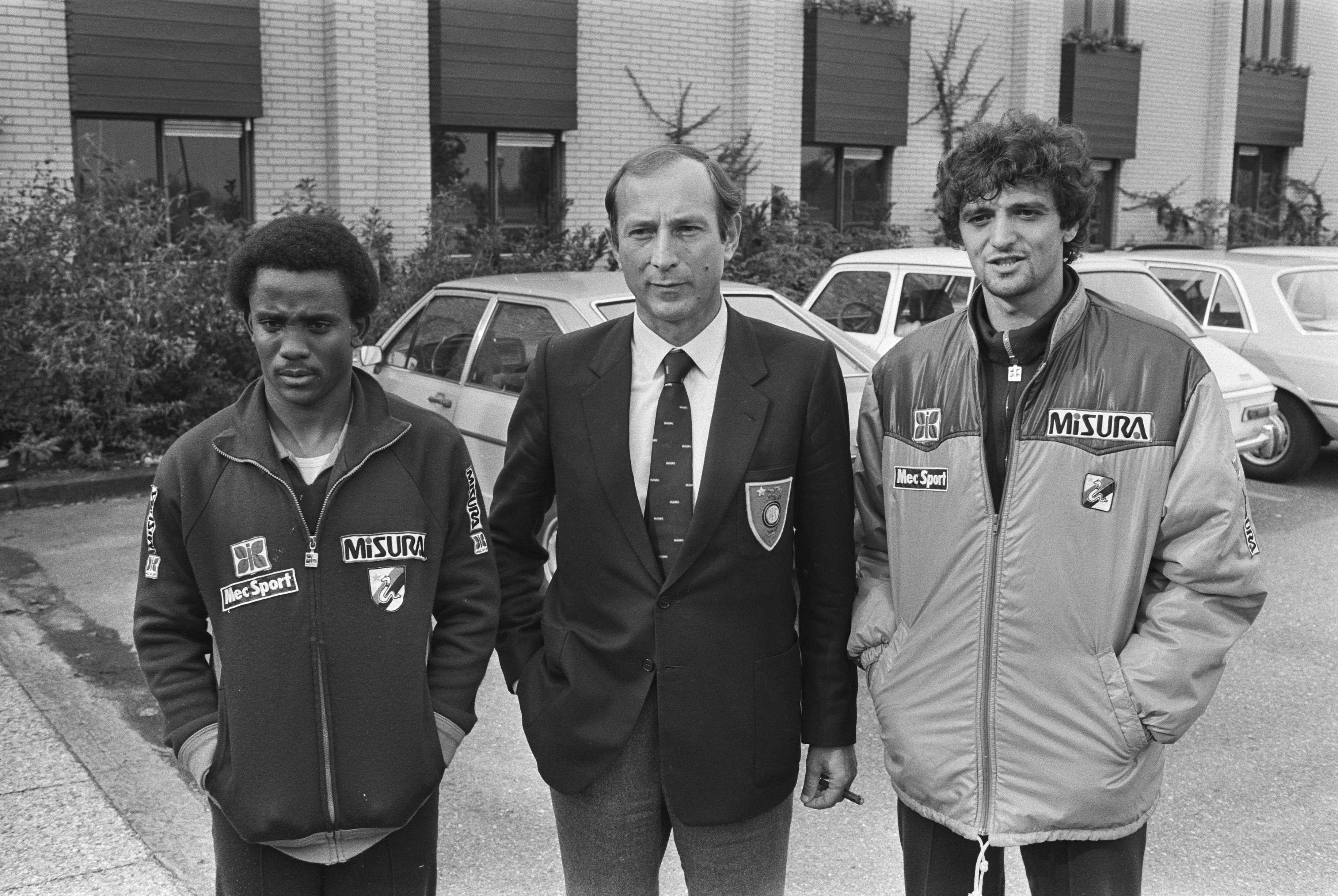
Da sinistra: l'attaccante Juary e l'allenatore Rino Marchesi, due tra le novità interiste della stagione, insieme al confermato Altobelli.

In campionato l'Inter non riusciva a tenere il passo dei bianconeri e della Roma, limitandosi a inseguire il podio: scenario della campagna europea era invece la Coppa delle Coppe, coi nerazzurri spintisi ai quarti di finale per cedere al Real Madrid. Gli incidenti causati dalla tifoseria nella partita d'andata determinarono una squalifica per il Meazza, da scontarsi nella successiva stagione: celebre anche il doppio errore dal dischetto che Beccalossi compì contro lo Slovan Bratislava, senza inficiare il passaggio del turno.

Beccalossi fallisce il suo secondo calcio di rigore della serata, nella sfida di Coppa del 15 settembre 1982 contro lo : l'episodio supererà l'ambito calcistico e, dopo essere divenuto spunto per uno dei più noti monologhi teatrali di Paolo Rossi, assurgerà definitivamente nell'immaginario nerazzurro.

Agli onori della cronaca assurgeva poi un 3-2 sul campo del Genoa, risultato che fece gridare i più allo scandalo per i mancati festeggiamenti al gol decisivo di Bagni: l'inchiesta giudiziaria che ne seguì non portava a condanne, con l'assoluzione di entrambe le società.
A riprova delle tensioni in spogliatoio uno schiaffo inferto da Altobelli a Müller, col derby d'Italia del 1º maggio 1983 vinto a tavolino per una sassaiola che investì l'autobus della squadra ferendo Marini; ottenuto accesso alla UEFA, i milanesi — che lanciarono in prima squadra il classe 1960 Walter Zenga — si fermavano contro gli stessi sabaudi a un passo dalla finale di coppa nazionale.

## Divise e sponsor
Lo sponsor tecnico per la stagione 1982-1983 fu Mec Sport, mentre lo sponsor ufficiale fu Misura.
| Casa | Trasferta |

## Organigramma societario
Area direttiva
- Presidente: Ivanoe Fraizzoli
- Vicepresidente: Giuseppe Prisco, Ernesto Pellegrini e Angelo Corridori
- Consigliere delegato: Sandro Mazzola

Area organizzativa
- Segretaria: Ileana Almonti

Area comunicazione
- Capo ufficio stampa: Danilo Sarugia

Area tecnica
- Direttore Sportivo: Giancarlo Beltrami
- Allenatore: Rino Marchesi
- Allenatore in seconda: Alberto Delfrati

Area sanitaria
- Medici sociali: dott. Mario Benazzi e dott. Luigi Colombo
- Massaggiatori: Giancarlo Della Casa e Massimo Della Casa

## Rosa
| N. |                   | Ruolo | Calciatore               |
| -- | ----------------- | ----- | ------------------------ |
|    | Italia (bandiera) | P     | Ivano Bordon             |
|    | Italia (bandiera) | P     | Claudio Bozzini          |
|    | Italia (bandiera) | P     | Walter Zenga             |
|    | Italia (bandiera) | D     | Giuseppe Baresi (I)      |
|    | Italia (bandiera) | D     | Giuseppe Bergomi         |
|    | Italia (bandiera) | D     | Graziano Bini (capitano) |
|    | Italia (bandiera) | D     | Fulvio Collovati         |
|    | Italia (bandiera) | D     | Walter Dondoni           |
|    | Italia (bandiera) | D     | Riccardo Ferri (II)      |
|    | Italia (bandiera) | C     | Salvatore Bagni          |
|    | Italia (bandiera) | C     | Evaristo Beccalossi      |

| N. |                           | Ruolo | Calciatore           |
| -- | ------------------------- | ----- | -------------------- |
|    | Italia (bandiera)         | C     | Roberto Bergamaschi  |
|    | Italia (bandiera)         | C     | Daniele Bernazzani   |
|    | Italia (bandiera)         | C     | Gianpiero Marini     |
|    | Germania Ovest (bandiera) | C     | Hansi Müller         |
|    | Italia (bandiera)         | C     | Gabriele Oriali      |
|    | Italia (bandiera)         | C     | Giancarlo Pasinato   |
|    | Italia (bandiera)         | C     | Massimo Pellegrini   |
|    | Italia (bandiera)         | C     | Antonio Sabato       |
|    | Italia (bandiera)         | A     | Alessandro Altobelli |
|    | Brasile (bandiera)        | A     | Juary                |

## Calciomercato
| Acquisti | Acquisti            | Acquisti       | Acquisti               |
| R.       | Nome                | da             | Modalità               |
| -------- | ------------------- | -------------- | ---------------------- |
| P        | Walter Zenga        | Sambenedettese | fine prestito          |
| D        | Fulvio Collovati    | Milan          | comproprietà (2 mld £) |
| C        | Roberto Bergamaschi | Pisa           | fine prestito          |
| C        | Hansi Müller        | Stoccarda      | definitivo             |
| C        | Antonio Sabato      | Catanzaro      | definitivo (650 mln)   |
| A        | Juary               | Avellino       | definitivo             |
| A        | Carlo Muraro        | Udinese        | definitivo             |

| Cessioni | Cessioni           | Cessioni  | Cessioni               |
| R.       | Nome               | a         | Modalità               |
| -------- | ------------------ | --------- | ---------------------- |
| P        | Angelo Pizzetti    | Modena    | definitivo             |
| D        | Klaus Bachlechner  | Bologna   | definitivo             |
| D        | Nazzareno Canuti   | Milan     | comproprietà (500 mln) |
| D        | Claudio Lombardo   | Vogherese | comproprietà           |
| C        | Giancarlo Pasinato | Milan     | comproprietà (700 mln) |
| C        | Herbert Prohaska   | Roma      | definitivo             |
| C        | Luigi Rocca        | Siena     | prestito               |
| C        | Giancarlo Centi    | Avellino  | definitivo             |
| A        | Claudio Fermanelli | Como      | definitivo             |
| A        | Aldo Serena        | Milan     | comproprietà (900 mln) |

## Risultati

### Serie A

#### Girone di andata
| Arbitro: | Longhi (Roma) |

|             |           |                          |
| Volpati 35’ | Marcatori | 19’ Altobelli 22’ Müller |

| Arbitro: | Lo Bello (Siracusa) |

|            |           |                         |
| Müller 34’ | Marcatori | 11’ Francis 56’ Mancini |

| Arbitro: | Pairetto (Torino) |

|  |           |                              |
|  | Marcatori | 44’ Altobelli 60’ (aut.) Loi |

| Milano 3 ottobre 1982 4ª giornata | Inter                        | 0 – 0 referto | Fiorentina | Stadio Giuseppe Meazza\| Arbitro: \| Agnolin (Bassano del Grappa) \| |
| Arbitro:                          | Agnolin (Bassano del Grappa) |               |            |                                                                      |

| Torino 10 ottobre 1982 5ª giornata | Torino            | 0 – 0 referto | Inter | Stadio Comunale\| Arbitro: \| Bergamo (Livorno) \| |
| Arbitro:                           | Bergamo (Livorno) |               |       |                                                    |

| Arbitro: | Barbaresco (Cormons) |

|                                 |           |                            |
| Oriali 56’ Altobelli 67’ (rig.) | Marcatori | 86’ Criscimanni 90’ Marino |

| Arbitro: | Pieri (Genova) |

|               |           |           |
| Berggreen 69’ | Marcatori | 82’ Bagni |

| Arbitro: | Longhi (Roma) |

|                                 |           |  |
| Scorsa 5’ (aut.) Beccalossi 63’ | Marcatori |  |

| Arbitro: | Ballerini (La Spezia) |

|                           |           |                         |
| Garlini 12’ Piraccini 38’ | Marcatori | 3’ Bergamaschi 86’ Bini |

| Arbitro: | Mattei (Macerata) |

|                              |           |              |
| Altobelli 6’ Bergamaschi 88’ | Marcatori | 84’ Faccenda |

| Arbitro: | Menicucci (Firenze) |

|             |           |                          |
| Vignola 75’ | Marcatori | 71’ Marini 87’ Altobelli |

| Arbitro: | Bergamo (Livorno) |

|                      |           |               |
| Falcão 34’ Iorio 67’ | Marcatori | 89’ Altobelli |

| Milano 19 dicembre 1982 13ª giornata | Inter         | 0 – 0 referto | Juventus | Stadio Giuseppe Meazza\| Arbitro: \| Longhi (Roma) \| |
| Arbitro:                             | Longhi (Roma) |               |          |                                                       |

| Udine 2 gennaio 1983 14ª giornata | Udinese        | 0 – 0 referto | Inter | Stadio Friuli\| Arbitro: \| Pieri (Genova) \| |
| Arbitro:                          | Pieri (Genova) |               |       |                                               |

| Arbitro: | Pairetto (Torino) |

|                                                         |           |  |
| Bagni 34’ Altobelli 37’ Müller 49’ Oriali 53’ Juary 87’ | Marcatori |  |

#### Girone di ritorno
| Arbitro: | D'Elia (Salerno) |

|             |           |             |
| Bergomi 80’ | Marcatori | 9’ Guidetti |

| Genova 23 gennaio 1983 17ª giornata | Sampdoria            | 0 – 0 referto | Inter | Stadio Luigi Ferraris\| Arbitro: \| Barbaresco (Cormons) \| |
| Arbitro:                            | Barbaresco (Cormons) |               |       |                                                             |

| Arbitro: | Paparesta (Bari) |

|                                |           |  |
| Bogoni 9’ (aut.) Altobelli 81’ | Marcatori |  |

| Firenze 6 febbraio 1983 19ª giornata | Fiorentina     | 0 – 0 referto | Inter | Stadio Comunale\| Arbitro: \| Pieri (Genova) \| |
| Arbitro:                             | Pieri (Genova) |               |       |                                                 |

| Arbitro: | Bergamo (Livorno) |

|                      |           |                                     |
| Altobelli 90’ (rig.) | Marcatori | 28’ Borghi 71’ Selvaggi 89’ Torrisi |

| Arbitro: | Redini (Pisa) |

|               |           |               |
| Dal Fiume 87’ | Marcatori | 10’ Altobelli |

| Arbitro: | Agnolin (Bassano del Grappa) |

|  |           |                   |
|  | Marcatori | 72’ (aut.) Marini |

| Ascoli Piceno 13 marzo 1983 23ª giornata | Ascoli              | 0 – 0 referto | Inter | Stadio Cino e Lillo Del Duca\| Arbitro: \| Menicucci (Firenze) \| |
| Arbitro:                                 | Menicucci (Firenze) |               |       |                                                                   |

| Arbitro: | Longhi (Roma) |

|                                |           |              |
| Altobelli 35’ (rig.), 55’, 85’ | Marcatori | 9’ Schachner |

| Arbitro: | Pairetto (Torino) |

|                                 |           |                                  |
| Briaschi 48’ Iachini 75’ (rig.) | Marcatori | 14’ Altobelli 56’ Bini 85’ Bagni |

| Arbitro: | Lanese (Messina) |

|                |           |  |
| Bagni 49’, 89’ | Marcatori |  |

| Milano 24 aprile 1983 27ª giornata | Inter             | 0 – 0 referto referto 2 | Roma | Stadio Giuseppe Meazza\| Arbitro: \| Bergamo (Livorno) \| |
| Arbitro:                           | Bergamo (Livorno) |                         |      |                                                           |

| Arbitro: | Barbaresco (Cormons) |

|                              |           |                                     |
| Platini 44’, 69’ Bettega 77’ | Marcatori | 27’ Altobelli 37’ Oriali 55’ Müller |

| Arbitro: | Pieri (Genova) |

|           |           |            |
| Juary 53’ | Marcatori | 3’ Gerolin |

| Arbitro: | Menicucci (Firenze) |

|                   |           |                          |
| Marini 16’ (aut.) | Marcatori | 34’ Altobelli 68’ Müller |

### Coppa Italia

#### Fase a gironi
| Arbitro: | Longhi (Roma) |

|  |           |            |
|  | Marcatori | 89’ Müller |

| Arbitro: | Mattei (Macerata) |

|          |           |                             |
| Donà 40’ | Marcatori | 15’, 87’ Altobelli 67’ Bini |

| Arbitro: | Ballerini (La Spezia) |

|  |           |             |
|  | Marcatori | 33’ Baldini |

| Arbitro: | Pieri (Genova) |

|                                              |           |  |
| Altobelli 3’ Juary 54’ Beccalossi 89’ (rig.) | Marcatori |  |

| Arbitro: | Bergamo (Livorno) |

|                |           |                            |
| De Giorgis 75’ | Marcatori | 68’ Bergomi 86’ Beccalossi |

#### Fase finale
| Arbitro: | Lanese (Messina) |

|                              |           |  |
| Misuri 20’ (aut.) Oriali 68’ | Marcatori |  |

| Arbitro: | Pezzella (Frattamaggiore) |

|                 |           |  |
| Di Giovanni 73’ | Marcatori |  |

| Arbitro: | Pairetto (Torino) |

|                                              |           |                          |
| Collovati 1’ Altobelli 23’ Müller 60’ (rig.) | Marcatori | 85’ Garuti 86’ Berggreen |

| Pisa 4 giugno 1983 Quarti di finale - Ritorno | Pisa                         | 0 – 0 | Inter | Stadio Arena Garibaldi\| Arbitro: \| Agnolin (Bassano del Grappa) \| |
| Arbitro:                                      | Agnolin (Bassano del Grappa) |       |       |                                                                      |

| Arbitro: | Menegali (Roma) |

|                                  |           |          |
| G. Baresi 5’ (aut.) Galderisi 8’ | Marcatori | 63’ Bini |

| Milano 15 giugno 1983 Semifinali - Ritorno | Inter          | 0 – 0 | Juventus | Stadio Giuseppe Meazza\| Arbitro: \| Pieri (Genova) \| |
| Arbitro:                                   | Pieri (Genova) |       |          |                                                        |

### Coppa delle Coppe
| Arbitro: | Graça Oliva |

|                          |           |  |
| Altobelli 78’ Sabato 83’ | Marcatori |  |

| Arbitro: | Konrath |

|                     |           |                  |
| Takac 25’ Bobek 78’ | Marcatori | 5’ (rig.) Müller |

| Arbitro: | Prokop |

|           |           |  |
| Tiktak 5’ | Marcatori |  |

| Arbitro: | Jarguz |

|                        |           |  |
| Juary 3’ Altobelli 67’ | Marcatori |  |

| Arbitro: | Tokat |

|            |           |             |
| Oriali 16’ | Marcatori | 59’ Gallego |

| Arbitro: | Christov |

|                             |           |               |
| Salguero 51’ Santillana 55’ | Marcatori | 20’ Altobelli |

## Statistiche

### Statistiche di squadra
Statistiche aggiornate al 15 giugno 1983.
| Competizione      | Punti | In casa | In casa | In casa | In casa | In casa | In casa | In trasferta | In trasferta | In trasferta | In trasferta | In trasferta | In trasferta | Totale | Totale | Totale | Totale | Totale | Totale | DR |
| Competizione      | Punti | G       | V       | N       | P       | Gf      | Gs      | G            | V            | N            | P            | Gf           | Gs           | G      | V      | N      | P      | Gf     | Gs     | DR |
| ----------------- | ----- | ------- | ------- | ------- | ------- | ------- | ------- | ------------ | ------------ | ------------ | ------------ | ------------ | ------------ | ------ | ------ | ------ | ------ | ------ | ------ | -- |
| Serie A           | 38    | 15      | 6       | 6       | 3       | 22      | 12      | 15           | 6            | 8            | 1            | 18           | 11           | 30     | 12     | 14     | 4      | 40     | 23     | 17 |
| Coppa Italia      | -     | 5       | 3       | 1       | 1       | 8       | 3       | 5            | 3            | 0            | 2            | 7            | 5            | 10     | 6      | 1      | 3      | 15     | 8      | 7  |
| Coppa delle Coppe | -     | 3       | 2       | 1       | 0       | 5       | 1       | 3            | 0            | 0            | 3            | 2            | 5            | 6      | 2      | 1      | 3      | 7      | 6      | 1  |
| Totale            |       | 23      | 11      | 8       | 4       | 35      | 16      | 23           | 9            | 8            | 6            | 27           | 21           | 46     | 20     | 16     | 10     | 62     | 37     | 25 |